# Poasi Tei
Poasi Mataele Tei (n. 4 de octubre de 1967) es un político tongano perteneciente al Partido Democrático de las Islas Amigas (PTOA) hasta 2019. Integró el gobierno de Akilisi Pōhiva, y posteriormente como político independiente, el de Pōhiva Tu'i'onetoa y el de Siaosi Sovaleni.

## Biografía

### Formación
Tei se graduó de la Universidad del Pacífico Sur en Suva con una licenciatura y una maestría en administración de empresas. Previo a su ingreso en la política, trabajó para el Departamento de Estadística, como contador de la Federación Cooperativa de Tonga, Finanzas e Inversiones del Pacífico, Tonga Water Board y Tonga Airport Limited.

## Carrera política

### 2014-2018
Fue electo por primera vez a la Asamblea Legislativa en las elecciones generales de 2014, como candidato del Partido Democrático de las Islas Amigas (PTOA) por el distrito de Tongatapu 6. Con la formación del nuevo gobierno Pōhiva fue designado Ministro de Empresas Públicas, sucediendo a Siosifa Tuʻitupou Tuʻutafaiva. 
En 2015 intentó destituir a dos nobles como directores de la Comisión de Radiodifusión de Tonga, pero la decisión fue posteriormente revocada por los tribunales. En las elecciones de 2017 fue reelecto como Representante Popular. En enero de 2018 fue nombrado Ministro de Energía, Medio Ambiente, Información y Cambio Climático (MEIDEEC).

### 2019-presente
Tras la muerte de Akilisi Pōhiva en septiembre de 2019, Tei abandonó el PTOA y otorgó su apoyo a Pohiva Tuʻiʻonetoa en la elección en el parlamento para el cargo de primer ministro. Con la formación del gobierno Tuʻiʻonetoa del Partido Popular (PAKT), conservó sus carteras en el gabinete. Durante la campaña electoral de cara a las elecciones generales de 2021 anunció que no participaría como miembro del PAKT, sino que se presentaría en calidad de independiente; fue reelecto como Representante Popular por Tongatapu 6, y con la elección de Siaosi Sovaleni como Jefe de Gobierno, fue mantenido en el cargo de ministro de Meteorología, Energía, Información, Gestión de Desastres, Medio Ambiente, Comunicaciones y Cambio Climático, además de ser designado Ministro de Empresas Públicas y Vice primer ministro del Gobierno.

## Controversias
El 13 de mayo de 2022, la Corte Suprema lo halló culpable de tres delitos de soborno durante la campaña electoral de las elecciones generales de 2021, por lo que su elección como Representante Popular por Tongatapu 6 fue declarada nula. La condena fue suspendida el 26 de mayo de 2022 al estar pendiente una apelación. El 9 de agosto de 2022, la Corte de Apelaciones desestimó su apelación y confirmó la nulidad de su elección, y un día más tarde fue destituido de su escaño en la Asamblea Legislativa. Tras la medida se convocó a una elección parcial en el distrito de Tongatapu 6.